# بينتولايت
البينتولايت مادة متفجرة شديدة الانفجار تستخدم للأغراض العسكرية والمدنية. حيث تستخدم في الرؤوس الحربية كصواريخ البازوكا والعبوات الناسفة والألغام. البينتولايت العسكري يتشكل من 50% من مادة أل TNT و50% من مادة PETN. أما في الأغراض المدنية فيحتوي على نسبة أقل من مادة PETN حسب الحاجة. وسرعة انفجار مادة PETN في الأغراض المدنية تبلغ 7,800 متر/الثانية 